# Oreophryne nana
Espèce
Statut de conservation UICN

 NT  : Quasi menacé
Oreophryne nana est une espèce d'amphibiens de la famille des Microhylidae.

## Répartition
Cette espèce est endémique de l'île de Camiguin aux Philippines,.

## Publication originale
- Brown & Alcala, 1967 : A new frog of the genus Oreophryne and a list of amphibians from Camiguin Island, Philippines. Proceedings of the Biological Society of Washington, vol. 80, p. 65-68 (texte intégral).